# Helénismus (náboženství)

Symbol obvykle značící helénismus

Helénismus (Ἑλληνισμός) neboli helénství, případně také řecké etnické náboženství (Ἑλληνικὴ ἐθνική θρησκεία), helénské novopohanství, ojediněle dodekateismus (Δωδεκαθεϊσμός) či olympianismus (Ὀλυμπιανισμός), jsou označení pro novodobý rekonstrukcionistický náboženský směr vycházející z řecké mytologie. Jedná se o různorodé náboženské hnutí, které zpravidla usiluje o oživení nebo rekonstrukci starověké polyteistické víry a náboženských praktik z dob antického Řecka. Na veřejnosti začal helénismus působit až v devadesátých let 20. století a řadí se mezi tzv. nová náboženská hnutí.

## Víra a kult

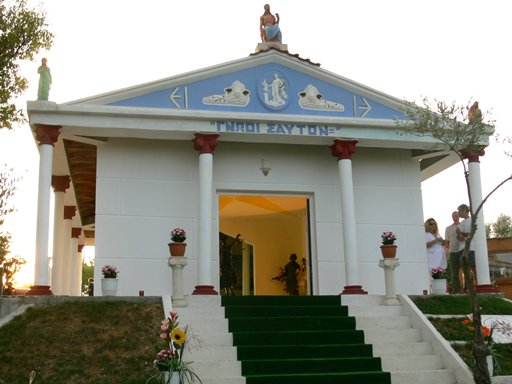
Nově vystavěný helénský chrám na soukromém pozemku v řecké Soluni

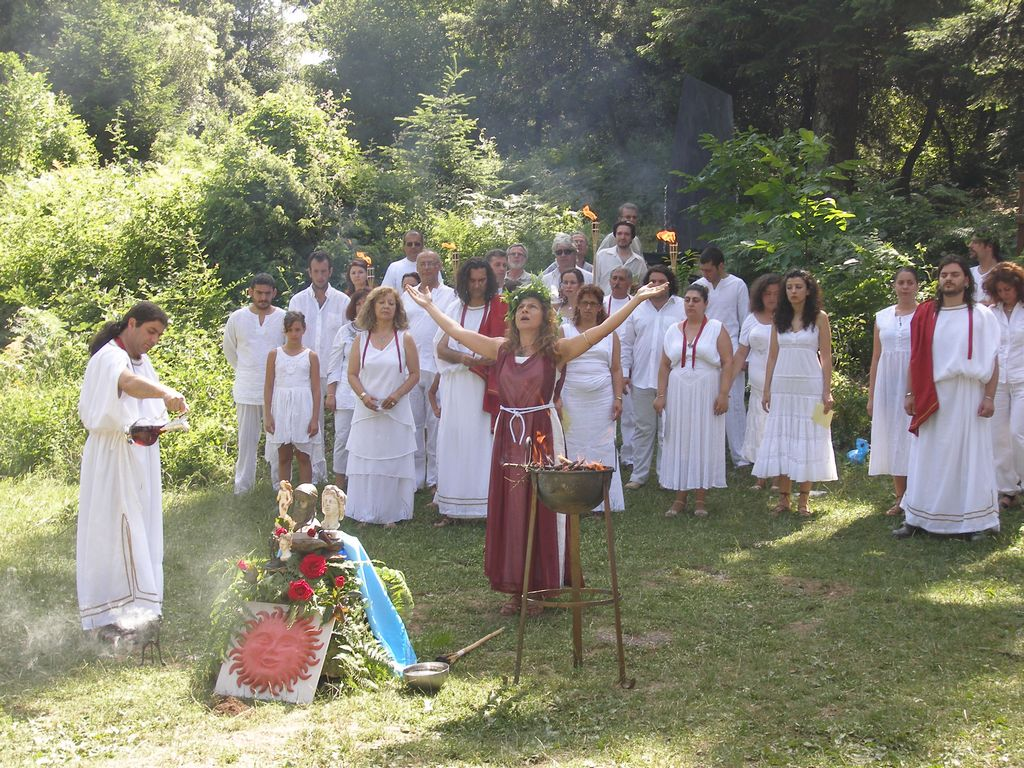
Obřad skupiny zvané Nejvyšší rada etnických Řeků

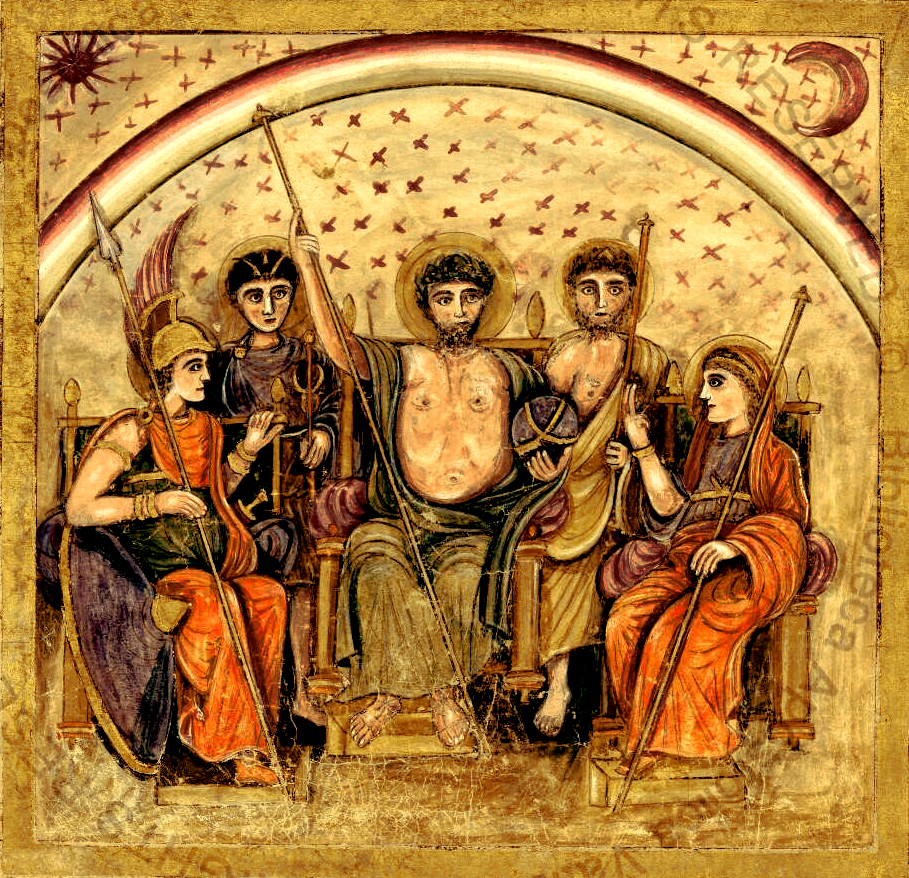
Starověcí řečtí bohové

Helénismus je chápán jako tradiční náboženství a způsob života etnických Řeků s důrazem na starobylé hodnoty a ctnosti. To se zakládá na polyteistické (konkrétně na henoteistické) víře a uctívání starověkých řeckých bohů, zejména dvanácti olympských bohů. K těmto božstvům patří Zeus, Héra, Poseidón, Démétér, Athéna, Apollón, Artemis, Arés, Afrodité, Héfaistos, Hermés a nakonec Hestiá nebo Dionýsos. Mimo Olymp existují ještě další významní bohové a bohyně jako jsou Hádés a Persefoné (oba byli spolu s Démétér součástí Eleusínských mystériích), Hébé, Pan, Plútos, Eileithýia a Heraklés, který byl podobně jako Dionýsos přijat na Olymp dodatečně. Hlavními zdroji helénismu jsou především řecká mytologie a díla starověkých autorů.
Neodmyslitelným prvkem moderního helénismu je slavení sezónních svátků:
- Anthesteria
- Lenaia
- Dionysia
- Thargelia
- Arrephoria
- Kronia
- Aphrodisia
- Panathanaia
- Herakleia
- Genesia
- Pyanepsia
- Thesmophoria
- Khalkeia
- venkovská Dionysia
- Haloa
- Elaphebolia
- městská Dionysia

## Počet vyznavačů a aktivity
V roce 2005 vedení hnutí oznámilo, že jenom v Řecku se nachází až 2 000 přívrženců hnutí a až na 100 000 zájemců o helénismus. Aktivity helénů a obecně i jiné náznaky zaujetí starověkým náboženstvím v řecké společnosti mnohdy narážejí na odpor místní řecké pravoslavné církve, která je tradičním majoritním vyznáním v Řecku. Své přívržence si helénismus získává i mimo Řecko.

## Galerie

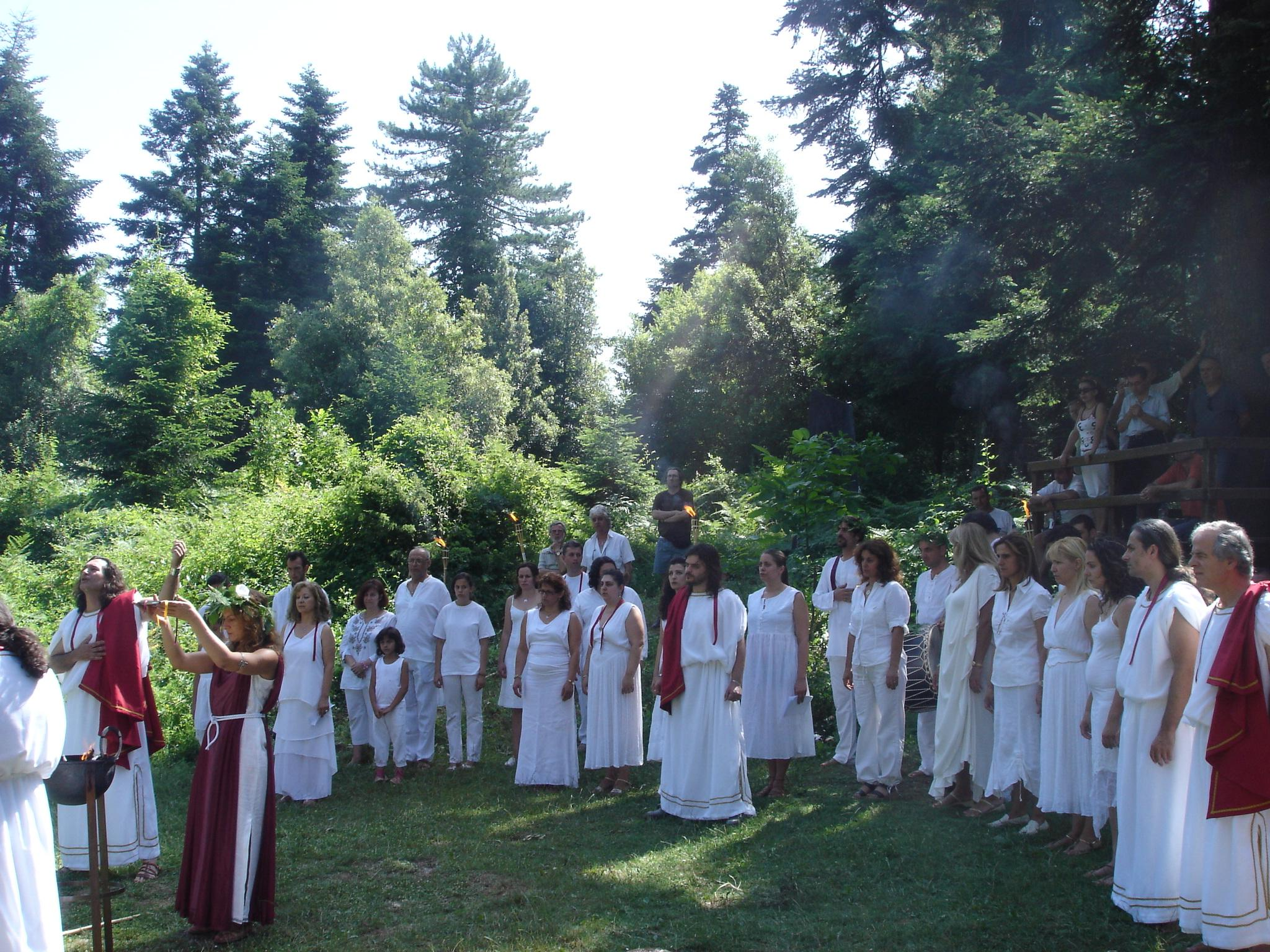
náboženský obřad prováděný skupinou s názvem Nejvyšší rada etnických Řeků
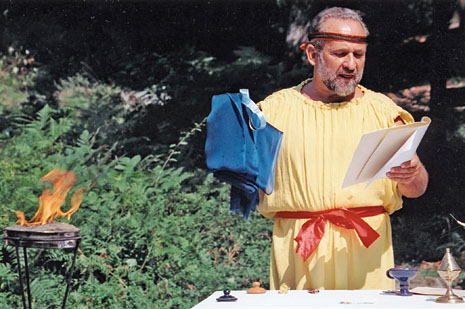
helénský kněz během obřadu
výzdoba oltáře při svátku Adonia